# Se (Musikinstrument)

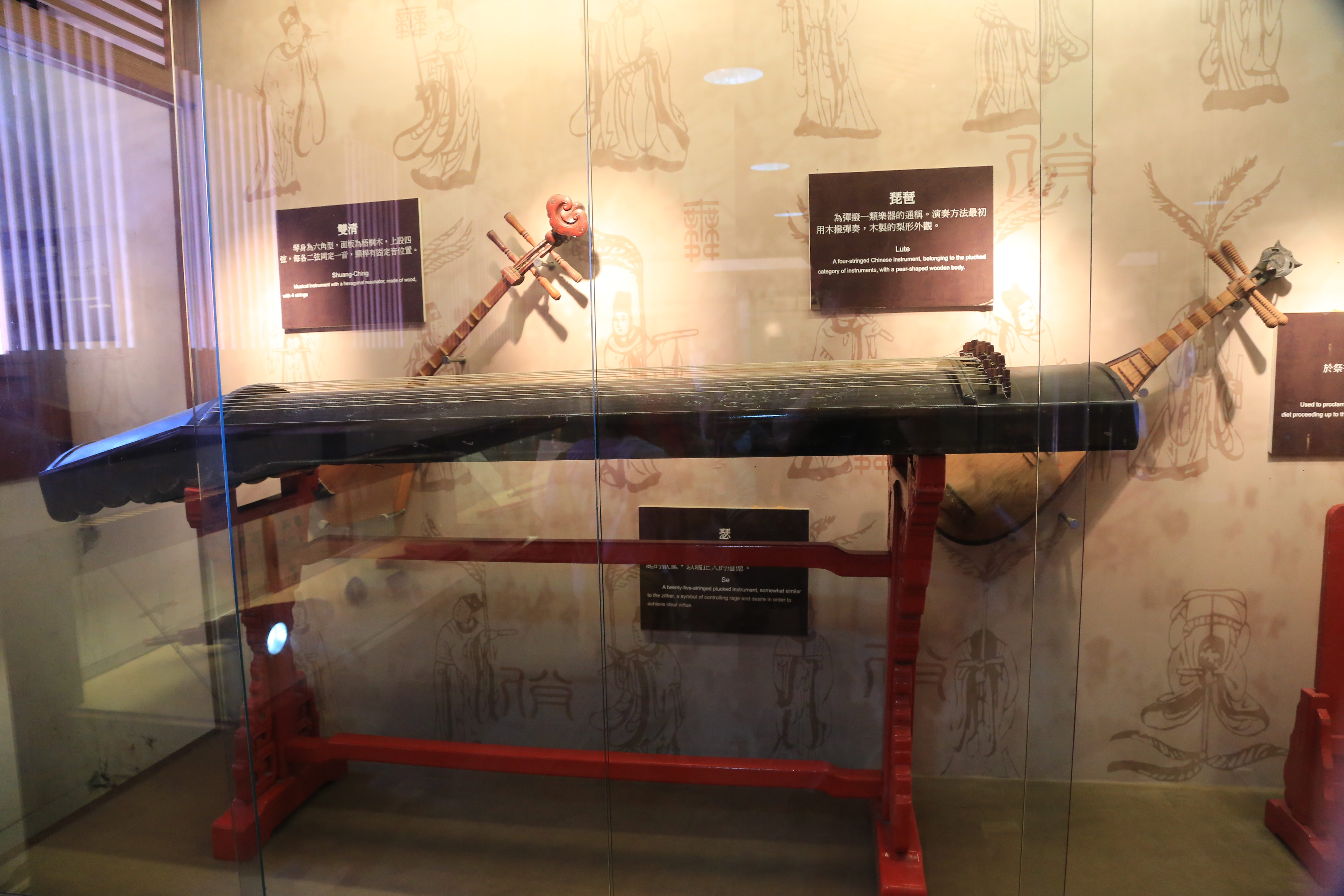
Eine im Konfuziustempel von Taipeh ausgestellte se.

Se (chinesisch 瑟), ältere Umschrift schö, ist eine alte chinesische Wölbbrettzither. Das Zupfinstrument hat 25 bis 50 Saiten und einen Tonumfang von bis zu fünf Oktaven.

## Herkunft und Verbreitung
Die Geschichte der se geht bis zur früheren chinesischen Geschichte zurück. Sie war eines der wichtigsten Saiteninstrumente in China, neben der Wölbbrettzither guqin. Die se war während der westlichen Zhou-Dynastie und der beiden Perioden der Frühlings- und Herbstannalen ein sehr beliebtes Instrument. Die erhaltenen Exemplare wurden in den Provinzen Hubei und Hunan sowie in der Region Jiangnan ausgegraben. Andere Fundorte waren Jiangsu, Anhui, Shandong und Liaoning. Das Grab des Markgrafen Yi von Zeng (im später 5. Jahrhundert v. Chr.) in der Provinz Hubei, war eine Fundgrube alter chinesischer Instrumente, darunter war ein komplettes Set der bianzhong (chinesisches Glockenspiel), der se, der guqin, steinerner Glockenspiele und einer Trommel. Das musikalische Gefolge des Markgrafen, das aus 21 Mädchen und Frauen bestand, wurde auch mit ihm begraben. In der Zeit der Streitenden Reiche entstanden die ersten Typen der guzheng, die aus der se heraus entwickelt wurde. Deshalb wird erwähnt, dass die guzheng im Wesentlichen eine kleinere und einfachere Version der se sei (mit weniger Saiten).
Nach der Legende hat Fu Xi die se erschaffen, weshalb angenommen wird, dass die se bereits während der Xia-Dynastie entstanden sei. Des Weiteren wurde überliefert, dass das Wort für Musik yue (樂), aus den Zeichen si für Seide (絲) und mu für Holz (木) zusammengesetzt ist, und dies eine Darstellung der se sei. In der chinesischen Literatur gibt es viele Erwähnungen der se, wie in Shijing (Der Klassiker der Poesie) und Lunyu (Die Analekten des Konfuzius).
Die se galt stets als hochwertiges Musikinstrument und wurde bereits in der Zhou-Dynastie bei ritueller Musik für Opfergaben gespielt.
Ein ähnliches Instrument, seul genannt, entstammt auch der se und wird immer noch zweimal jährlich in Südkorea bei der konfuzianistischen rituellen Musik am Munmyo-Heiligtum in Seoul gespielt. In Vietnam wurde dieses Instrument sắt genannt und in begrenzten Rahmen zusammen mit der cầm (entspricht der chinesischen guqin) verwendet.

## Bauform
Wie andere Wölbbrettzithern gehört die se instrumentenkundlich zu den Halbröhrenzithern: wegen ihrer mutmaßlichen Abstammung von den in Südostasien verbreiteten Bambusröhrenzithern (einfachste Form: guntang), die längs gespalten einen gewölbten Saitenträger ergeben. Die Saiten der se wurden aus verdrehter Seide in unterschiedlicher Dicke hergestellt. Lüshi Chunqiu bemerkte zur Saitenanzahl der se, dass aus einer fünfsaitigen eine 15-saitige geworden sei und Shun, als er an die Macht gekommen war, der se acht weitere Saiten hinzufügte, sodass diese nun über 23 besaß. Eine andere Überlieferung gibt an, dass die se ursprünglich 50 Saiten gehabt habe, und die Shiban dies später auf 25 Saiten änderte, wodurch die Aussage entstand, dass eine große se 50 und eine mittlere nur 25 Saiten besitze. Eine andere Überlieferung besagt, dass Fuxi eine 50-saitige se erschaffen habe (Sha genannt), und der Gelbe Kaiser sie auf 25 Saiten reduzierte. Es soll auch eine kleine se geben, die nur über 13 Saiten verfügt (wie die japanische koto). Allerdings wurden bei archäologischen Ausgrabungen auch se mit 19, 23, 24 und 25 Saiten gefunden. Die Anzahl der Saiten unterschied sich dabei von Ort zu Ort, ebenso die Länge des Instruments.
Alle ausgegrabenen se haben eine ähnliche Konstruktion, nämlich ein flaches langes Schalbrett aus Holz. Die Decke der se ist leicht gewölbt. Die Saiten werden an hölzernen Wirbeln gespannt. Um das Instrument mit den Saiten zu bespannen, muss am Beginn der Saite ein Schmetterlingsknoten gebunden werden, der durch einen Bambusstab gezogen wird. Dann werden die Saiten über die Steg und über die Decke sowie über den Steg am anderen Ende gezogen und schließlich in das Instrument hineingeführt.
Obwohl die griffbrettlose se und die Griffbrettzither guqin ein hohes Alter haben, stellen sie unterschiedliche Zithertypen dar.

## Spielweise
Es gibt nur sehr wenige, die die se spielen, die weitgehend während der alten Zeit ausgestorben war. Der einzige bedeutende se-Spieler im 20. Jahrhundert war Wu Jinglüe, der in erster Linie ein guqin-Spieler war. Es gibt nur wenig erhaltene Beispiele der musikalischen Tabulatur für das Instrument, die meisten existieren in Qinpu, in der die Se zur Begleitung für die Qin verwendet wurde.
Vor kurzem entstand neues Interesse an der Musik und einige Musiker begannen sie zu studieren. Es gibt auch einige Musikmanufakturen, die eine moderne se mit Nylon umwickelten Metallsaiten herstellten. Doch das Instrument muss erst noch mithilfe moderner Medien genau erforscht werden, bevor es als ein spielbares Instrument für allgemeine musikalische Zwecke vollkommen akzeptiert werden kann.